# 西京味噌

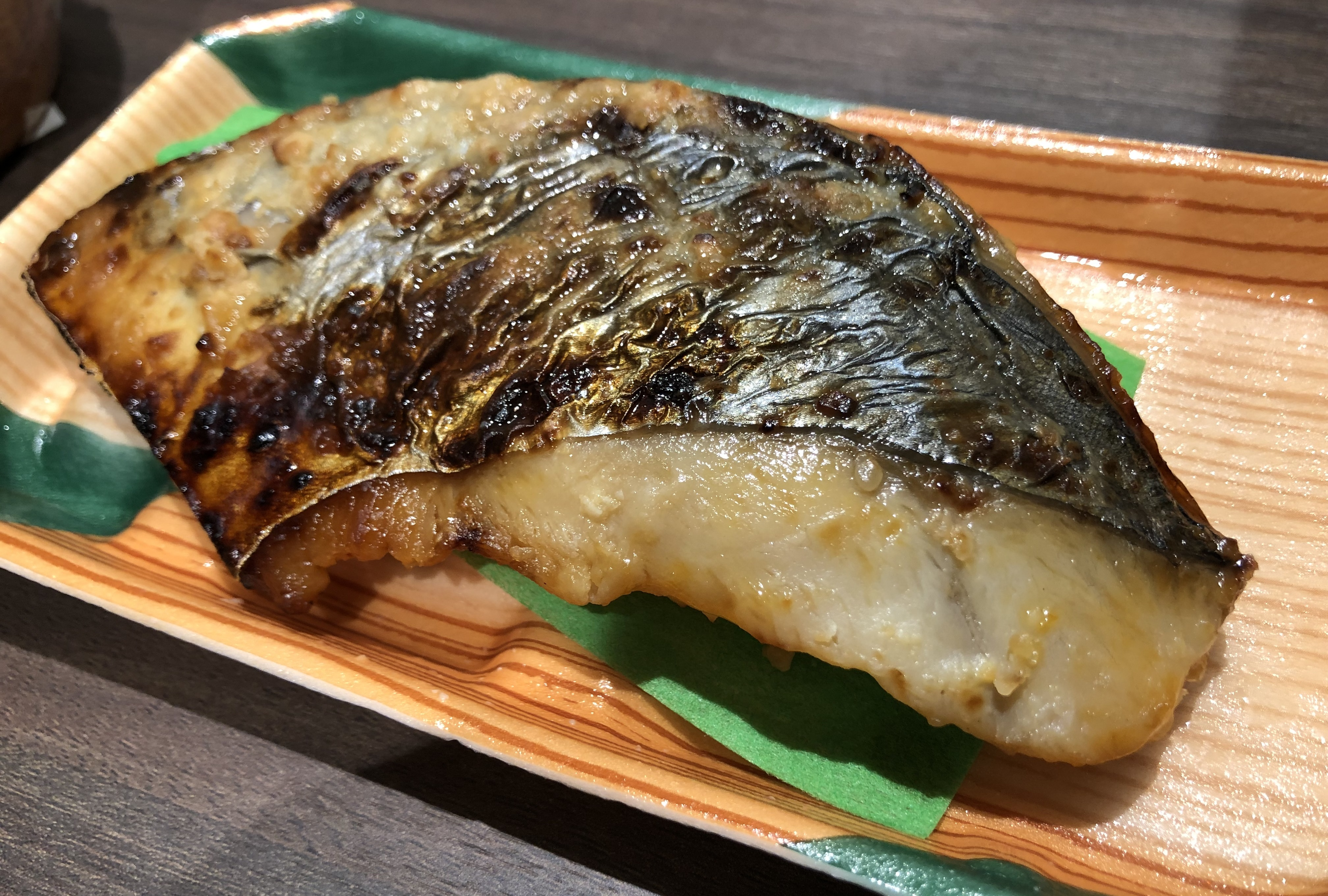
サワラの西京焼き

西京味噌（さいきょうみそ）は、特定の味噌蔵（現本田味噌本店・株式会社 西京味噌）の銘柄である。同社の丹波杜氏であった初代、丹波屋茂助が禁裏御所（今の京都御所）のご用命を受け、宮中の料理用味噌を吟醸し、献上したのが始まりで、明治維新により都が江戸へ遷都され「東京」となり、京都をそれに対し「西京」とも呼んだことから、特に西京味噌といわれるようになった。
塩分は5%前後と低く、麹を糖化させた自然な甘みとなめらかな口当たりが特徴。

## 概要
公家・宮廷文化の中で育まれた白味噌（西京味噌）は「美しさと甘味」を最大限活かすため短期熟型で低塩分味噌を仕込む。長く都であった京都は、武家よりも公家の文化圏であり、労働による塩分の補給、保存性の高さよりも甘味を求める嗜好品、長期保存には向かないものの宮廷料理の彩を添える調味料として使用された。
当時、貴重品であった「米」をふんだんに使用して造る白味噌が発展したのも都であった事に関係すると思われる。
西京味噌は京都（関西圏）のお正月の雑煮には欠かせない味噌であり、今日の正月に食される白味噌仕立ての雑煮が確認出来るのは江戸時代（幕末）あたりで、寛永15年（1638年）頃に成立した「毛吹草」で天皇家が京風の白味噌仕立ての雑煮と同様の雑煮を食していた記述がある。
このように公家・宮廷文化の中で育まれた白味噌は、ハレの場すなわち節会・祝儀に欠かせない調味料として定着した。その最たる節会が正月の白味噌雑煮ではないかと考えられる。
京都で白味噌雑煮が広く定着した背景として、江戸幕府が成立し長い戦国時代を終え平和な時代が到来し経済活動が活発となり、公家と町衆による独自の京都文化が開花したことにあると考える。江戸時代後期には正月に天皇家から公家、庶民にいたるまで雑煮を味わったとされる。
また酢味噌、田楽、製菓（味噌松風など）などにも用いられる。西京味噌を味醂等で伸ばして季節の魚や肉を漬け込む西京漬けは広く親しまれている。